# 밤색줄무늬주머니쥐
밤색줄무늬주머니쥐(Monodelphis rubida)는 주머니쥐과에 속하는 남아메리카 주머니쥐의 일종이다. 브라질에서 발견된다. 특히 고이아스와 미나즈 제라이스, 상 파울로와 같은 브라질 동부와 중부 지역에서 발견된다. 육상성 동물로 어스름 무렵에 주로 활동한다. 산림 벌채와 서식지 감소때문에 지난 10여년 동안 개체수의 약 20%가 감소했다. 멸종취약종으로 분류하지만, 정확한 개체수는 명확하지 않다.